# Głębokie (Basses-Carpates)
Pour les articles homonymes, voir Głębokie.
Głębokie est une localité polonaise de la gmina de Rymanów, située dans le powiat de Krosno en voïvodie des Basses-Carpates.